# Open Government Partnership
L'Open Government Partnership, in sigla OGP, è un'iniziativa multilaterale che lavora con governi nazionali e subnazionali (regionali, provinciali e locali) e organizzazioni della società civile per promuovere governo aperto (in inglese "open government"), rafforzando la partecipazione dei cittadini alla democrazia, combattendo la corruzione e sfruttando le nuove tecnologie per rafforzare la governance. Nello spirito della collaborazione tra più soggetti, OGP è supervisionato da un comitato direttivo che comprende rappresentanti dei governi e delle organizzazioni della società civile.

## Storia
L'Open Government Partnership (OGP) è stata lanciata formalmente il 20 settembre 2011, a margine di una riunione dell'Assemblea Generale dell'ONU durante la quale i capi di Stato di otto governi fondatori (Brasile, Indonesia, Messico, Norvegia, Filippine, Sudafrica, Regno Unito e Stati Uniti) hanno approvato la Open Government Declaration e hanno annunciato i loro piani d'azione nazionali insieme a un pari numero di leader della società civile. Nei primi 10 anni, i paesi membri di OGP hanno creato più di 4 500 impegni in più di 300 piani d'azione.

## Paesi membri

### Paesi che partecipano attualmente
| Paese                | Data di accesso | Regione                |
| -------------------- | --------------- | ---------------------- |
| Albania              | 2011            | Europa                 |
| Argentina            | 2012            | America                |
| Armenia              | 2011            | Europa                 |
| Australia            | 2015            | Asia-Pacifico          |
| Bosnia ed Erzegovina | 2014            | Europa                 |
| Benin                | 2025            | Africa e Medio Oriente |
| Brasile*             | 2011            | America                |
| Bulgaria             | 2011            | Europa                 |
| Burkina Faso         | 2016            | Africa e Medio Oriente |
| Canada               | 2011            | America                |
| Capo Verde           | 2015            | Africa e Medio Oriente |
| Cile                 | 2011            | America                |
| Colombia             | 2011            | America                |
| Corea del Sud        | 2011            | Asia-Pacifico          |
| Costa d'Avorio       | 2015            | Africa e Medio Oriente |
| Costa Rica           | 2012            | America                |
| Croazia              | 2011            | Europa                 |
| Ecuador              | 2018            | America                |
| Estonia              | 2011            | Europa                 |
| Filippine*           | 2011            | Asia-Pacifico          |
| Finlandia            | 2012            | Europa                 |
| Francia              | 2014            | Europa                 |
| Georgia              | 2011            | Europa                 |
| Germania             | 2016            | Europa                 |
| Ghana                | 2011            | Africa e Medio Oriente |
| Grecia               | 2011            | Europa                 |
| Guatemala            | 2011            | America                |
| Honduras             | 2011            | America                |
| Indonesia*           | 2011            | Asia-Pacifico          |
| Irlanda              | 2013            | Europa                 |
| Israele              | 2011            | Europa                 |
| Italia               | 2011            | Europa                 |
| Giamaica             | 2016            | America                |
| Giordania            | 2011            | Africa e Medio Oriente |
| Kenya                | 2011            | Africa e Medio Oriente |
| Kosovo (non-votante) | 2023            | Europa                 |
| Lettonia             | 2011            | Europa                 |
| Liberia              | 2011            | Africa e Medio Oriente |
| Lituania             | 2011            | Europa                 |
| Macedonia del Nord   | 2011            | Europa                 |
| Malawi               | 2013            | Africa e Medio Oriente |
| Malta (inattivo)     | 2011            | Europa                 |
| Marocco              | 2018            | Africa e Medio Oriente |
| Messico*             | 2011            | America                |
| Moldavia             | 2011            | Europa                 |
| Mongolia             | 2013            | Asia-Pacifico          |
| Montenegro           | 2011            | Europa                 |
| Nigeria              | 2016            | Africa e Medio Oriente |
| Norvegia*            | 2011            | Europa                 |
| Nuova Zelanda        | 2013            | Asia-Pacifico          |
| Paesi Bassi          | 2011            | Europa                 |
| Panama               | 2012            | America                |
| Papua Nuova Guinea   | 2015            | Asia-Pacifico          |
| Paraguay             | 2011            | America                |
| Perù                 | 2011            | America                |
| Portogallo           | 2017            | Europa                 |
| Regno Unito*         | 2011            | Europa                 |
| Rep. Ceca            | 2011            | Europa                 |
| Rep. Dominicana      | 2011            | America                |
| Romania              | 2011            | Europa                 |
| Senegal              | 2018            | Africa e Medio Oriente |
| Serbia               | 2012            | Europa                 |
| Seychelles           | 2018            | Asia-Pacifico          |
| Sierra Leone         | 2013            | Africa e Medio Oriente |
| Slovacchia           | 2011            | Europa                 |
| Spagna               | 2011            | Europa                 |
| Stati Uniti*         | 2011            | America                |
| Sudafrica*           | 2011            | Africa e Medio Oriente |
| Svezia               | 2011            | Europa                 |
| Timor Est            | 2023            | Asia Pacifico          |
| Tunisia              | 2014            | Africa e Medio Oriente |
| Ucraina              | 2011            | Europa                 |
| Uruguay              | 2011            | America                |
| Zambia               | 2024            | Africa e Medio Oriente |

*: membro fondatore